# يوجين لوكهارت
يوجين لوكهارت (بالإنجليزية: Eugene Lockhart)‏ هو لاعب كرة قدم أمريكية أمريكي، ولد في 8 مارس 1961 في كروكيت في الولايات المتحدة.

## وصلات خارجية
- يوجين لوكهارت على موقع مرجع كرة القدم المحترفة.كوم (الإنجليزية)